# Pacyfizm chrześcijański
Pacyfizm chrześcijański – forma pacyfizmu, głoszonego przede wszystkim przez wyznania pacyfistyczne. Od pacyfizmu (jako ideologii nie-religijnej) różni się tym, że odrzucenie wszelkiej przemocy oraz rozwiązywania konfliktów przez wojnę i agresję opiera na wskazaniach zawartych w Biblii, a przede wszystkim w Nowym Testamencie. Kościoły te utrzymują, że odrzucenie użycia siły i przemocy jest ważnym elementem nauk Ewangelii.

## Biblijne podstawy nauki
W Biblii znajduje się wiele wskazań o charakterze pacyfistycznym:

### Potępienie przemocy i agresji
- Miłość bliźniemu złości nie wyrządza; a tak wypełnieniem zakonu jest miłość. (List do Rzymian 13:10)
- Albowiem w ciele chodząc, nie według ciała walczymy, Albowiem broń żołnierstwa naszego nie jest cielesna, ale z Boga jest, mocna ku zburzeniu miejsc obronnych. Burząc rady i wszelaką wysokość, wynoszącą się przeciwko znajomości Bożej, i podbijając wszelaką myśl pod posłuszeństwo Chrystusowe. (2. List do Koryntian 10:3-5)
- Słyszeliście, iż rzeczono: Oko za oko, a ząb za ząb; Ale Ja wam powiadam: Żebyście się nie sprzeciwiali złemu, ale kto by cię uderzył w prawy policzek twój, nadstaw mu i drugi; I temu, który się z tobą chce prawować, a suknię twoję wziąć, puść mu i płaszcz; A kto by cię przymuszał iść milę jednę, idź z nim i dwie; Temu, co cię prosi, daj, a od tego, co chce u ciebie pożyczyć, nie odwracaj się. Słyszeliście, iż rzeczono: Będziesz miłował bliźniego twego, a będziesz miał w nienawiści nieprzyjaciela twego; Aleć Ja wam powiadam: Miłujcie nieprzyjacioły wasze; błogosławcie tym, którzy was przeklinają; dobrze czyńcie tym, którzy was mają w nienawiści, i módlcie się za tymi, którzy wam złość wyrządzają i prześladują was; Abyście byli synami Ojca waszego, który jest w niebiesiech; bo on to czyni, że słońce jego wschodzi na złe i na dobre, i deszcz spuszcza na sprawiedliwe i na niesprawiedliwe, Albowiem jeźli miłujecie te, którzy was miłują, jakąż zapłatę macie? azaż i celnicy tego nie czynią? A jeźlibyście tylko braci waszych pozdrawiali, cóż osobliwego czynicie? Azaż i celnicy tak nie czynią? Bądźcież wy tedy doskonałymi, jako i Ojciec wasz, który jest w niebiesiech, doskonały jest. (Ewangelia Mateusza 5:38-48)

### Kwestia posłuszeństwa wobec władzy państwowej
- Albowiem nie mamy boju przeciwko krwi i ciału, ale przeciwko księstwom, przeciwko zwierzchnościom, przeciwko dzierżawcom świata ciemności wieku tego, przeciwko duchownym złościom, które są wysoko.' (List do Efezjan 6:12)
- Apostołowie (Dzieje Apostolskie 5:17-42) i Daniel (Księga Daniela 6) zdawali się okazywać nieposłuszeństwo władzy państwowej
- Chrześcijanie powinni być posłuszni władzy państwowej (Ewangelia Jana 19:10-11; List do Rzymian 13:1-7); 1. List do Tymoteusza 2:1-7; List do Tytusa 3:1-2; 1. List Piotra 2:13-24), boć to jest łaska, jeźli kto dla sumienia Bożego ponosi frasunki, cierpiąc bezwinnie. (1. List Piotra 2:19).

### Odniesienia do Starego Testamentu

#### Nowe Przymierze
- Jezus pozwolił ludziom na nawiązanie osobistego kontaktu z Bogiem, poprzez duchowe, a nie cielesne, narodziny (Ewangelia Jana 3:1-21).
- Zasłona w Świątyni jerozolimskiej rozdarła się, gdy Jezus umierał, wskazując, że Bóg zamieszkał w każdym człowieku, zamiast w Świątyni. (Ewangelia Marka 15:38; List do Hebrajczyków 9).

Ten nacisk na znaczenie duchowości wskazuje, zdaniem części teologów, że doskonalszym sposobem jest rozwiązywanie konfliktów, zamiast przemocy, zalecanej w Starym Testamencie.

#### Miłosierdzie
Stary Testament nakazywał składanie krwawych ofiar ze zwierząt w Świątyni Jerozolimskiej. Odrzucenie w Nowym Testamencie takich ofiar może być uznane za odrzucenie przemocy i nastanie ery miłosierdzia.
Bo miłosierdzia chcę, a nie ofiary, a znajomości Bożej więcej, niż całopalenia. (Księga Ozeasza 6:6)